# БАФТА за најбољег глумца у споредној улози
Најбољи глумац у споредној улози је British Academy Film Award коју сваке године додељује 
Британска академија филмске и телевизијске уметности (БАФТА) глумцу који је пружио изванредну споредну представу у филму. Глумци свих националности имају право на ову награду.

## Награђени и номиновани
- 2025. - Киран Калкин – Истински бол - као Бенџи Каплан
  - Јура Борисов – Анора - као Игор
  - Кларенс Маклин – Синг Синг - као Кларенс Маклин
  - Едвард Нортон – Боб Дилан: Потпуни незнанац - као Пит Сигер
  - Гај Пирс – Бруталиста - као Харисон Ли ван Бјурен Старији
  - Џереми Стронг – The Apprentice: Прича о Трампу - као Рој Кон

- 2024. - Роберт Дауни Млађи – Опенхајмер - као Луис Штраус
  - Роберт де Ниро – Убиства под цветним месецом - као Вилијам Хејл
  - Џејкоб Елорди – Солтберн - као Феликс Катон
  - Рајан Гозлинг – Барби - као Кен
  - Пол Мескал – Сви ми странци - као Хари
  - Доминик Сеса – Бартонова академија - као Ангус Тали

- 2023. - Бари Киоган – Духови острва - као Доминик Кирни
  - Брендан Глисон – Духови острва - као Колм Доерти
  - Џонатан Ке Кван – Све у исто време - као Вејмонд Ванг
  - Еди Редмејн – Болничар - као Чарли Кален
  - Албрехт Шух – На западу ништа ново - као Станислаус „Кат” Качински
  - Мајкл Ворд – Царство светлости - као Стивен

- 2022. - Трој Коцур – Кода - као Френк Роси
  - Мајк Фејст – Прича са западне стране - као Риф
  - Киран Хајндс – Белфаст - као Дека
  - Вуди Норман – Идемо, идемо - као Џеси
  - Џеси Племонс – Моћ пса - као Џорџ Бербенк
  - Коди Смит-Макфи – Моћ пса - као Питер Гордон

- 2021. - Данијел Калуја – Јуда и црни месија - као Фред Хемптон
  - Алан Ким – Минари - као Дејвид Ји
  - Бари Коган – Calm with Horses - као Димфна
  - Кларк Питерс – Da 5 Bloods - као Отис
  - Лесли Одом Јуниор – Једна ноћ у Мајамију - као Сем Кук
  - Пол Рачи – Звук метала - као Џо

- 2020. - Бред Пит – Било једном у Холивуду - као Клиф Бут
  - Том Хенкс – Прелеп дан у комшилуку - као Фред Роџерс
  - Ентони Хопкинс – Двојица папа - као папа Бенедикт XVI
  - Ал Пачино – Ирац - као Џими Хофа
  - Џо Пеши – Ирац - као Расел Бафалино

- 2019. - Махершала Али – Зелена књига - као Дон Шерли
  - Тимоти Шаламе – Прелепи дечак - као Ник Шеф
  - Адам Драјвер – Црни члан КККлана - као Филип Зимерман
  - Ричард Е. Грант – Можеш ли ми опростити? - као Џек Хок
  - Сем Роквел – Човек из сенке - као Џорџ В. Буш

- 2018. - Сем Роквел – Три билборда испред Ебинга у Мисурију - као Џејсон Диксон
  - Вилем Дафо – Пројекат Флорида - као Боби Хикс
  - Хју Грант – Меда Педингтон 2 - као Финикс Бјукенан
  - Вуди Харелсон – Три плаката изван града - као Бил Вилоби
  - Кристофер Пламер – Цена живота - као Џ. Пол Гети

- 2017. - Дев Пател – Лав - као одрасли Сару Брирли
  - Махершала Али – Мјесечина - као Хуан
  - Џеф Бриџиз – По цену живота - као Маркус Хамилтон
  - Хју Грант – Неславно славна Флоренс - као 
  - Арон Тејлор-Џонсон – Ноћне звери - као Реј Маркус

- 2016. - Марк Рајланс – Мост шпијуна - као Рудолф Абел
  - Идрис Елба – Звери без држављанства - као командант
  - Кристијан Бејл – Опклада века - као Мајкл Бери
  - Бенисио дел Торо – Сикарио - као Алехандро Гилик
  - Марк Рафало – Под лупом - као Мајкл Резендес

- 2015. - Џеј Кеј Симонс – Ритам лудила - као Теренс Флечер
  - Стив Карел – Рвање са лудилом - као Џон Елутер ду Понт
  - Итан Хок – Одрастање - као Мејсон Еванс Старији
  - Едвард Нортон – Човек-птица - као Мајк Шајнер
  - Марк Рафало – Рвање са лудилом - као Дејв Шулц

- 2014. - Баркад Абди – Капетан Филипс - као Абдували Мусе
  - Данијел Брил – Трка живота - као Ники Лауда
  - Бредли Купер – Америчка превара - као Ричи Димазо
  - Мет Дејмон – Мој живот са Либерачијем - као Скот Торсон
  - Мајкл Фасбендер – Дванаест година ропства - као Едвин Епс

- 2013. - Кристоф Валц – Ђангова освета - као Др Кинг Шулц
  - Алан Аркин – Арго - као Лестер Сигл
  - Хавијер Бардем – Skyfall - као Раул Силва
  - Филип Симор Хофман – Мастер - као Ланчестер Дод
  - Томи Ли Џоунс – Линколн - као Тадуес Стивенс

- 2012. - Кристофер Пламер – Почетници - као 
  - Џим Бродбент – Челична дама - као Денис Тачер
  - Кенет Брана – Моја недеља са Мерилин - као Лоренс Оливије
  - Џона Хил – Формула успеха - као Питер Бренд
  - Филип Симор Хофман – Мартовске иде - као Пол Зара

- 2011. - Џефри Раш – Краљев говор - као 
  - Кристијан Бејл – Борац - као Дики Икланд
  - Ендру Гарфилд – Друштвена мрежа - као Едуардо Саверин
  - Пит Послтвејт – Град лопова - као Фергус „Ферџи“ Колм
  - Марк Рафало – Деца су у реду - као Пол

- 2010. - Кристоф Валц – Проклетници - као 
  - Алек Болдвин – Компликовано је - као Џејкоб Адлер
  - Кристијан Макеј – Ја и Орсон Велс - као Орсон Велс
  - Алфред Молина – Образовање - као Џек Милер
  - Стенли Тучи – Дивне кости - као Џорџ Харви

- 2009. - Хит Леџер – Мрачни витез - као 
  - Роберт Дауни Јуниор – Тропска олуја - као Кирк Лазарус
  - Брендан Глисон – У Брижу - као Кен
  - Филип Симор Хофман – Сумња - као Брендан Флин
  - Бред Пит – Спалити након читања - као Чед Фелдхајмер

- 2008. - Хавијер Бардем – Нема земље за старце - као 
  - Пол Дејно – Биће крви - као Илај Санди
  - Томи Ли Џоунс – Нема земље за старце - као шериф Ед Том Бел
  - Филип Симор Хофман – Рат Чарлија Вилсона - као Гаст Авракотос
  - Том Вилкинсон – Мајкл Клејтон - као Артур Еденс

- 2007. - Алан Аркин - Мала мис Саншајн - као дедица
  - Џек Николсон – Двострука игра - као Френк Костело
  - Џејмс Макавој – Последњи краљ Шкотске - као др Николас Гариган
  - Мајкл Шин – Краљица - као Тони Блер
  - Лесли Филипс – Венера - као Ијан

- 2006. - Џејк Џиленхол - Планина Броукбек - као Џек Твист
  - Дон Чидл – Фатална несрећа - као Грејам Вотерс
  - Мет Дилон – Фатална несрећа - као полицајац Џон Рајан
  - Џорџ Клуни – Лаку ноћ и срећно - као Фред Френдли
  - Џорџ Клуни – Сиријана - као Боб Барнс

- 2005. - Клајв Овен - Блискост - као Лари
  - Алан Олда – Авијатичар - као сенатор Ралф Овен Брустер
  - Џејми Фокс – Колатерал - као Макс
  - Родриго де ла Серна – Дневник мотоциклисте - као Алберто Гранадо
  - Филип Дејвис – Вера Дрејк - као Стен

- 2004. - Бил Нај - У ствари љубав - као Били Мек
  - Алберт Фини – Крупна риба - као стари Ед Блум
  - Ијан Макелен – Господар прстенова: Повратак краља - као Гандалф
  - Тим Робинс – Мистична река - као Дејв Бојл
  - Пол Бетани – Господар и заповедник: Далека страна света - као Стивен Матурин

- 2003. - Кристофер Вокен - Ухвати ме ако можеш - као Френк Абагнејл
  - Алфред Молина – Фрида - као Дијего Ривера
  - Ед Харис – Сати - као Ричард Браун
  - Пол Њумен – Пут без повратка - као Џон Руни
  - Крис Купер – Адаптација - као Џон Ларош

- 2002. - Џим Бродбент - Мулен руж! - као Харолд Зидлер
  - Еди Мерфи – Шрек - као Магаре
  - Колин Ферт – Дневник Бриџет Џоунс - као Марк Дарси
  - Роби Колтрејн – Хари Потер и Камен мудрости - као Рубијус Хагрид
  - Хју Бонвил – Ајрис - као Џон Бејли

- 2001. - Бенисио дел Торо - Путеви дроге - као Хавијер Родригез
  - Гари Луис – Били Елиот - као Џеки Елиот (отац)
  - Алберт Фини – Ерин Брокович - као Ед Мазри
  - Хоакин Финикс – Гладијатор - као Комод
  - Оливер Рид – Гладијатор - као Проксимо

- 2000. - Џуд Ло - Талентовани господин Рипли - као Дики Гринлиф
  - Мајкл Кејн - Живот нема правила - као Вилбур Ларч
  - Вес Бентли - Америчка лепота - као Рики Фитс
  - Рис Иванс - Ја у љубав верујем - као Спајк
  - Тимоти Спол - Topsy-Turvy - као Ричард Темпл

- 1999. - Џефри Раш - Елизабета - као Сер Френсис Волсингам
  - Џефри Раш - Заљубљени Шекспир - као Питер Хенслоу
  - Том Вилкинсон - Заљубљени Шекспир - као Хју Фениман
  - Ед Харис - Труманов шоу - као Кристоф

- 1998. - Том Вилкинсон - До голе коже - као Џералд
  - Берт Рејнолдс - Ноћи бугија - као Џек Хорнер
  - Руперт Еверет - Венчање мог најбољег друга - као Џорџ Даунс
  - Марк Ади - До голе коже - као Дејв

- 1997. - Пол Скофилд - Вештице из Салема - као судија Томас Данфорт
  - Едвард Нортон - Исконски страх - као Арон Стамплер
  - Џон Гилгуд - Сјај - као Сесил Паркс
  - Алан Рикман - Мајкл Колинс - као Ејмон де Валера

- 1996. - Тим Рот - Роб Рој - као Арчибалд Канингам
  - Алан Рикман - Разум и осећајност - као пуковник Кристофер Брандон
  - Ијан Холм - Лудило краља Џорџа - као др Вилис
  - Мартин Ландау - Ед Вуд - као Бела Лугоси

- 1995. - Самјуел Л. Џексон - Петпарачке приче - као Џулс Винфилд
  - Пол Скофилд - Квиз - као Марк Ван Дорен
  - Џон Хана - Четири венчања и сахрана - као Метју
  - Сајмон Калоу - Четири венчања и сахрана - као Гарет

- 1994. - Рејф Фајнс - Шиндлерова листа - као Амон Гет 
  - Бен Кингсли - Шиндлерова листа - као Ицак Штерн
  - Џон Малкович - На линији ватре - као Мич Лири
  - Томи Ли Џоунс - Бегунац - као шериф Самјел Џерард

- 1993. - Џин Хекман - Неопростиво - као Мали Бил Дагерт
  - Џеј Дејвидсон - Играчка-плачка - као Дил
  - Самјуел Вест - Хауардов крај - као Леонард Баст
  - Томи Ли Џоунс - Џ. Ф. К. - као Клеј Шо

- 1992. - Алан Рикман - Робин Худ: Краљ лопова - као Шериф из Нотингама
  - Ендру Стронг - The Commitments - као 
  - Дерек Џејкоби - Поново мртав - као Френклин Мадсон
  - Алан Бејтс - Хамлет - као Клаудије

- 1991. - Салваторе Кашо - Биоскоп Парадизо - као мали Салваторе
  - Алан Олда - Crimes and Misdemeanors - као Лестер
  - Ал Пачино - Дик Трејси - као Биг Бој Каприс
  - Џон Херт - Поље - као Птичица О’Донел

- 1990. - Реј Маканали - Моје лево стопало - као гдин Браун
  - Џек Николсон - Бетмен - као Џокер
  - Шон Конери - Индијана Џоунс и последњи крсташки поход - као професор Хенри Џоунс Старији
  - Марлон Брандо - A Dry White Season - као Ијан Макензи

- 1989. - Мајкл Пејлин - Риба звана Ванда - као Кен Пајл
  - Питер О’Тул - Последњи кинески цар - као Реџиналд Џонстон
  - Џос Акланд - White Mischief - као Сер Џок Делвс Бротон
  - Дејвид Суше - A World Apart - као Мулер

- 1988. - Данијел Отеј - Jean de Florette - као 
  - Џон То – Вапај за слободом - као министар правде
  - Ијан Банен - Нада и слава - као 
  - Шон Конери - Несаломиви - као Џим Малоун

- 1987. - Реј Маканали - Мисија - као Кардинал Алтамирано
  - Клаус Марија Брандауер – Изван Африке - као 
  - Сајмон Калоу – Соба са погледом - као Arthur Beebe
  - Денхолм Елиот – Соба са погледом - као Господин Емерсон

- 1986. - Денхолм Елиот -  - као 
  - Саид Џафри – Моја мала праоница - као 
  - Џејмс Фокс – Пут за Индију - као 
  - Џон Гилгуд – Обиље - као

- 1985. - Денхолм Елиот -  - као 
  - Мајкл Елфик – Парк Горки - као 
  - Ијан Холм – Грејсток: Легенда о Тарзану - као 
  - Ралф Ричардсон – Грејсток: Легенда о Тарзану - као

- 1984. - Денхолм Елиот - Коло среће - као 
  - Боб Хоскинс – Почасни конзул - као 
  - Џери Луис – Краљ комедије - као 
  - Берт Ланкастер – Локални херој - као

- 1983. - Џек Николсон - Црвени - као Јуџин „Џин” О’Нил
  - Едвард Фокс – Ганди - као 
  - Рошан Сет – Ганди - као Џавахарлал Нехру
  - Френк Финли – Повратак војника - као

- 1982. - Ијан Холм - Ватрене кочије - као Сем Масабини
  - Џон Гилгуд – Артур - као 
  - Најџел Хејверс – Ватрене кочије - као 
  - Денхолм Елиот – Отимачи изгубљеног ковчега - као

- 1980. - Роберт Дувал - Апокалипса данас - као потпуковник Бил Килгор
  - Џон Херт - Осми путник - као Кејн
  - Кристофер Вокен - Ловац на јелене - као Никанор „Ник“ Чевотаревич
  - Денхолм Елиот -  - као

- 1979. - Џон Херт - Поноћни експрес - као Макс
  - Франсоа Трифо - Блиски сусрети треће врсте - као 
  - Џин Хекман - Супермен - као Лекс Лутор
  - Џејсон Робардс - Џулија - као Дашијел Хамет

- 1978. - Едвард Фокс - Недостижни мост - као Брајан Хорокс
  - Роберт Дувал - ТВ-мрежа - као 
  - Зиро Мостел - The Front - као 
  - Колин Блејкли - Слепи коњи - као

- 1977. - Бред Дориф - Лет изнад кукавичјег гнезда - као 
  - Џејсон Робардс - Сви председникови људи - као 
  - Мартин Балсам - Сви председникови људи - као 
  - Мајкл Хордерн - The Slipper and the Rose - као краљ

- 1976. - Фред Астер - Паклени торањ - као Харли Клербон
  - Берџес Мередит – Дан скакаваца - као 
  - Џек Ворден – Холивудски фризер - као 
  - Мартин Балсам – Отмица на линији 123 - као

- 1975. - Џон Гилгуд - Убиство у Оријент експресу - као 
  - Џон Хјустон – Кинеска четврт - као 
  - Ренди Квејд – The Last Detail - као 
  - Адам Фејт – Звездана прашина - као

- 1974. - Артур Лоу - Срећан човек - као Mr Duff / Charlie Johnson / Dr Munda
  - Мајкл Лонсдејл – Операција Шакал - као 
  - Денхолм Елиот – Луткина кућа - као 
  - Ијан Банен –  - као

- 1973. - Бен Џонсон - Последња биоскопска представа - као Сем
  - Роберт Дувал - Кум - као Том Хејген
  - Макс Адријан - The Boy Friend - као 
  - Ралф Ричардсон - Lady Caroline Lamb - као Џорџ IV

- 1972. - Едвард Фокс - The Go-Between - као 
  - Џон Херт – 10 Rillington Place - као Тимоти Џон Еванс
  - Ијан Хендри – Ухватите Картера - као 
  - Мајкл Гоф –  - као

- 1971. - Колин Веланд - Кес - као 
  - Бернард Крибинс – The Railway Children - као 
  - Џон Милс – Рајанова кћи - као 
  - Гиг Јанг – Коње убијају, зар не? - као Роки

- 1970. - Лоренс Оливије - О, какав диван рат - као Џон Френч
  - Роберт Вон – Поручник Булит - као 
  - Џек Николсон – Голи у седлу - као Џорџ Хансон
  - Џек Клугман–  - као

- 1969. - Ијан Холм - The Bofors Gun - као 
  - Ентони Хопкинс – Зима једног лава - као Ричард I Лавље Срце
  - Џорџ Сигал – No Way to Treat a Lady - као 
  - Џон Макенери – Ромео и Јулија - као Меркуцио